# Championnat d'Angleterre de rugby à XV 2014-2015
Navigation
Aviva Premiership
 2013-2014 Aviva Premiership 2015-2016
Le championnat d'Angleterre de rugby à XV 2014-2015, qui porte le nom Aviva Premiership de son sponsor du moment, oppose les douze meilleures équipes anglaises de rugby à XV.
Le championnat débute le 14 septembre 2014 et s'achève le 30 mai 2015 par une finale au stade de Twickenham, à Londres. Une première phase de classement voit s'affronter toutes les équipes en matchs aller et retour. À la fin de cette phase régulière, les quatre premières équipes sont qualifiées pour les demi-finales et la dernière du classement est rétrogradée en RFU Championship. La saison se termine sur une phase de playoff avec des demi-finales et une finale pour l'attribution du titre.
Les London Welsh, vainqueurs RFU Championship, sont promus en première division et remplacent les Worcester Warriors.
À l'issue de la saison, les Saracens sont sacrés champion après avoir battu Bath Rugby en finale sur le score de 28 à 16,.

## Liste des équipes en compétition
| Bath Exeter Gloucester Harlequins Leicester London · Irish Wasps London Welsh Newcastle Northampton Sale Saracens |

La compétition oppose pour la saison 2013-2014 les douze meilleures équipes anglaises de rugby à XV :
| - Bath Rugby - Exeter Chiefs - Gloucester Rugby - Harlequins | - Leicester Tigers - London Irish - Wasps - London Welsh | - Newcastle Falcons - Northampton Saints - Sale Sharks - Saracens |

## Résumé des résultats

### Classement de la phase régulière
| Rang | Club                   | J  | V  | N | D  | Bo | Bd | Pm  | Pe   | Diff | Pts |
| ---- | ---------------------- | -- | -- | - | -- | -- | -- | --- | ---- | ---- | --- |
| 1    | Northampton Saints (T) | 22 | 16 | 1 | 5  | 8  | 2  | 621 | 400  | +221 | 76  |
| 2    | Bath Rugby             | 22 | 16 | 0 | 6  | 9  | 2  | 625 | 414  | +211 | 75  |
| 3    | Leicester Tigers       | 22 | 15 | 1 | 6  | 4  | 2  | 453 | 421  | +32  | 68  |
| 4    | Saracens               | 22 | 14 | 1 | 7  | 5  | 5  | 664 | 418  | +246 | 68  |
| 5    | Exeter Chiefs          | 22 | 14 | 0 | 8  | 5  | 7  | 663 | 437  | +226 | 68  |
| 6    | Wasps                  | 22 | 11 | 2 | 9  | 9  | 4  | 672 | 527  | +145 | 61  |
| 7    | Sale Sharks            | 22 | 11 | 0 | 11 | 6  | 4  | 497 | 482  | +15  | 54  |
| 8    | Harlequins             | 22 | 10 | 0 | 12 | 4  | 5  | 444 | 514  | -70  | 49  |
| 9    | Gloucester Rugby       | 22 | 9  | 1 | 12 | 4  | 6  | 553 | 575  | -22  | 48  |
| 10   | London Irish           | 22 | 7  | 1 | 14 | 4  | 6  | 442 | 578  | -136 | 40  |
| 11   | Newcastle Falcons      | 22 | 5  | 1 | 16 | 4  | 8  | 475 | 545  | -70  | 34  |
| 12   | London Welsh (P)       | 22 | 0  | 0 | 22 | 1  | 0  | 223 | 1021 | -798 | 1   |

|  | Qualifiés pour la phase finale et la coupe d'Europe 2015-2016 (no 1, no 2, no 3, no 4).              |
|  | Qualifiés pour la coupe d'Europe 2015-2016 (no 5, no 6).                                             |
|  | Qualifié pour le barrage de la coupe d'Europe 2015-2016 (Vainqueur du Challenge européen 2014-2015). |
|  | Relégué en RFU Championship pour la saison 2015-2016 (no 12).                                        |
|  | T : tenant du titre 2014 ; P : promu 2014                                                            |

Attribution des points : victoire sur tapis vert : 5, victoire : 4, match nul : 2, défaite : 0, forfait : -2 ; plus les bonus (offensif : 4 essais marqués ; défensif : défaite par 7 points d'écart maximum).
Règles de classement : 1. Nombre de victoires ; 2.différence de points ; 3. nombre de points marqués ; 4. points marqués dans les matchs entre équipes concernées ; 5. Nombre de victoires en excluant la 1re journée, puis la 2e journée, et ainsi de suite.

### Phase finale
Les quatre premiers de la phase régulière sont qualifiés pour les demi-finales. L'équipe classée première affronte à domicile celle classée quatrième alors que la seconde reçoit la troisième.
|  | Demi-finales                                   | Demi-finales                                   |              |    | Finale                                      | Finale                                      |
|  | Demi-finales                                   | Demi-finales                                   |              |    | Finale                                      | Finale                                      |
|  |                                                |                                                |              |    |                                             |                                             |
|  | 23 mai 2015 au Franklin's Gardens, Northampton | 23 mai 2015 au Franklin's Gardens, Northampton |              |    | 30 mai 2015 au stade de Twickenham, Londres | 30 mai 2015 au stade de Twickenham, Londres |
|  | 23 mai 2015 au Franklin's Gardens, Northampton | 23 mai 2015 au Franklin's Gardens, Northampton |              |    | 30 mai 2015 au stade de Twickenham, Londres | 30 mai 2015 au stade de Twickenham, Londres |
|  | [1] Northampton Saints                         | 24                                             |              |    | 30 mai 2015 au stade de Twickenham, Londres | 30 mai 2015 au stade de Twickenham, Londres |
|  | [1] Northampton Saints                         | 24                                             |              |    | 30 mai 2015 au stade de Twickenham, Londres | 30 mai 2015 au stade de Twickenham, Londres |
|  | [4] Saracens                                   | 29                                             |              |    | 30 mai 2015 au stade de Twickenham, Londres | 30 mai 2015 au stade de Twickenham, Londres |
|  | [4] Saracens                                   | 29                                             | [4] Saracens | 28 |                                             |                                             |
|  | 23 mai 2015 au Recreation Ground, Bath         |                                                | [4] Saracens | 28 |                                             |                                             |
|  |                                                | [2] Bath Rugby                                 | 16           |    |                                             |                                             |
|  | [2] Bath Rugby                                 | [2] Bath Rugby                                 | 16           | 47 |                                             |                                             |
|  | [2] Bath Rugby                                 |                                                |              | 47 |                                             |                                             |
|  | [3] Leicester Tigers                           | 10                                             |              |    |                                             |                                             |
|  | [3] Leicester Tigers                           | 10                                             |              |    |                                             |                                             |

## Résultats détaillés

### Phase régulière

#### Tableau synthétique des résultats
L'équipe qui reçoit est indiquée dans la colonne de gauche.
| Clubs              | BAT   | EXE   | GLO   | HAR   | LEI   | LOI   | WAS   | NEW   | NOR   | SAL   | SAR   | LWE   |
| ------------------ | ----- | ----- | ----- | ----- | ----- | ----- | ----- | ----- | ----- | ----- | ----- | ----- |
| Bath Rugby         |       | 31-14 | 50-30 | 25-6  | 45-0  | 43-18 | 39-26 | 23-14 | 13-21 | 12-3  | 21-11 | 53-26 |
| Exeter Chiefs      | 16-6  |       | 25-26 | 36-13 | 20-24 | 44-24 | 31-15 | 46-17 | 21-10 | 44-16 | 27-19 | 74-19 |
| Gloucester Rugby   | 16-39 | 22-25 |       | 15-22 | 33-16 | 35-13 | 23-30 | 42-40 | 33-33 | 34-27 | 24-23 | 48-10 |
| Harlequins         | 26-27 | 21-32 | 29-26 |       | 32-12 | 26-20 | 26-23 | 15-7  | 25-30 | 12-16 | 0-39  | 52-0  |
| Leicester Tigers   | 17-8  | 25-18 | 18-15 | 22-16 |       | 19-22 | 18-16 | 36-17 | 22-14 | 28-8  | 21-21 | 38-17 |
| London Irish       | 23-33 | 28-26 | 9-21  | 15-20 | 6-12  |       | 40-40 | 22-21 | 12-19 | 25-23 | 32-36 | 24-9  |
| Wasps              | 29-22 | 36-29 | 32-21 | 37-6  | 21-26 | 48-16 |       | 35-18 | 20-16 | 41-16 | 17-26 | 71-7  |
| Newcastle Falcons  | 19-29 | 29-24 | 20-10 | 37-21 | 12-16 | 18-20 | 23-23 |       | 10-35 | 13-18 | 23-25 | 38-7  |
| Northampton Saints | 31-24 | 18-24 | 53-6  | 17-13 | 23-19 | 15-9  | 52-30 | 39-31 |       | 43-10 | 25-20 | 46-0  |
| Sale Sharks        | 20-29 | 18-11 | 23-6  | 23-25 | 30-32 | 36-8  | 25-14 | 34-21 | 20-7  |       | 14-10 | 46-8  |
| Saracens           | 34-24 | 20-24 | 28-21 | 42-14 | 22-6  | 22-6  | 34-28 | 22-17 | 24-31 | 40-19 |       | 78-7  |
| London Welsh       | 14-29 | 0-52  | 10-46 | 13-24 | 5-26  | 12-50 | 13-40 | 3-23  | 14-43 | 12-52 | 17-68 |       |

|  | Victoire à domicile |  | Match nul |  | Défaite à domicile |

### Phase finale

#### Demi-finales
| 23 mai 2015 14h00 | Northampton Saints | 24 – 29 (13 – 13) | Saracens | Franklin's Gardens, Northampton 13 362 spectateurs Arbitre : Greg Garner |
| 23 mai 2015 14h00 | Essai(s) : Essai de pénalité (13e), Wood (57e) Transformation(s) : Myler (13e) Pénalité(s) : Myler 4 (27e, 40e, 44e, 79e) |                   | Essai(s) : Strettle (2e), George (47e) Transformation(s) : Farrell 2 (3e, 48e) Pénalité(s) : Farrell 5 (24e, 32e, 53e, 61e, 77e) Carton(s) jaune(s) : Mako Vunipola (12e) | Franklin's Gardens, Northampton 13 362 spectateurs Arbitre : Greg Garner |
| 23 mai 2015 14h00 | |                   | | Franklin's Gardens, Northampton 13 362 spectateurs Arbitre : Greg Garner |

| 23 mai 2015 17h00 | Bath Rugby | 47 – 10 (21 – 10) | Leicester Tigers                                                                  | Recreation Ground, Bath 13 349 spectateurs Arbitre : JP Doyle |
| 23 mai 2015 17h00 | Essai(s) : Banahan 3 (1re, 24e, 75e), Eastmond (29e), Stringer (63e), Ford (68e), Watson (79e) Transformation(s) : Ford 6 (3e, 25e, 30e, 65e, 77e, 80e) |                   | Essai(s) : Youngs (39e) Transformation(s) : Burns (40e) Pénalité(s) : Burns (23e) | Recreation Ground, Bath 13 349 spectateurs Arbitre : JP Doyle |
| 23 mai 2015 17h00 | |                   |                                                                                   | Recreation Ground, Bath 13 349 spectateurs Arbitre : JP Doyle |

#### Finale
| 30 mai 2015 14h30 | Bath Rugby                                                                                  | 16 – 28 (3 – 25) | Saracens | Stade de Twickenham, Londres 80 589 spectateurs Arbitre : Wayne Barnes |
| 30 mai 2015 14h30 | Essai(s) : Joseph (51e) Transformation(s) : Ford (53e) Pénalité(s) : Ford 3 (26e, 44e, 60e) |                  | Essai(s) : Farrell (5e), George (13e), Wyles (31e) Transformation(s) : Farrell 2 (7e, 33e) Pénalité(s) : Farrell 3 (21e, 37e, 62e) | Stade de Twickenham, Londres 80 589 spectateurs Arbitre : Wayne Barnes |
| 30 mai 2015 14h30 |                                                                                             |                  | | Stade de Twickenham, Londres 80 589 spectateurs Arbitre : Wayne Barnes |

## Statistiques
Les statistiques incluent la phase finale.

### Meilleurs réalisateurs
| Rang | Joueur          | Club               | Points | Essais | Transf. | Pén. | Drops |
| ---- | --------------- | ------------------ | ------ | ------ | ------- | ---- | ----- |
| 1    | Andy Goode      | Wasps              | 240    | 1      | 44      | 48   | 1     |
| 2    | Stephen Myler   | Northampton Saints | 236    | 2      | 44      | 46   | 0     |
| 3    | George Ford     | Bath Rugby         | 219    | 2      | 49      | 36   | 1     |
| 4    | Gareth Steenson | Exeter Chiefs      | 198    | 0      | 39      | 39   | 1     |
| 5    | Shane Geraghty  | London Irish       | 164    | 2      | 23      | 35   | 1     |
| 6    | Danny Cipriani  | Sale Sharks        | 163    | 2      | 30      | 30   | 1     |
| 7    | Nick Evans      | Harlequins         | 162    | 2      | 19      | 38   | 0     |
| 8    | Greig Laidlaw   | Gloucester Rugby   | 159    | 0      | 21      | 39   | 0     |
| 9    | Freddie Burns   | Leicester Tigers   | 153    | 0      | 15      | 40   | 1     |
| 10   | Charlie Hodgson | Saracens           | 152    | 2      | 17      | 36   | 0     |

### Meilleurs marqueurs
| Rang | Joueur            | Club              | Essais |
| ---- | ----------------- | ----------------- | ------ |
| 1    | Thomas Waldrom    | Exeter Chiefs     | 16     |
| 2    | Chris Ashton      | Saracens          | 13     |
| -    | Chris Wyles       | Saracens          | 13     |
| 4    | Tom Arscott       | Sale Sharks       | 12     |
| -    | Alex Lewington    | London Irish      | 12     |
| -    | Christian Wade    | Wasps             | 12     |
| 7    | Semesa Rokoduguni | Bath Rugby        | 10     |
| -    | Tom Varndell      | Wasps             | 10     |
| 9    | Sinoti Sinoti     | Newcastle Falcons | 9      |

### Affluence
| Club               | Matchs | Total   | Moyen  | Plus forte | Plus faible | % de la capacité |
| ------------------ | ------ | ------- | ------ | ---------- | ----------- | ---------------- |
| Bath Rugby         | 12     | 158 665 | 13 222 | 3 430      | 12755       | 98%              |
| Exeter Chiefs      | 11     | 112 410 | 10 219 | 12 642     | 7 218       | 83%              |
| Gloucester Rugby   | 11     | 153 426 | 13 948 | 16 000     | 12 353      | 85%              |
| Harlequins         | 11     | 220 303 | 20 028 | 82 000     | 12 654      | 94%              |
| Leicester Tigers   | 11     | 246 628 | 22 421 | 24 000     | 20 298      | 93%              |
| London Irish       | 11     | 145 601 | 13 236 | 66 164     | 5 575       | 37%              |
| London Welsh       | 11     | 35 325  | 3 211  | 4 015      | 2 154       | 26%              |
| Newcastle Falcons  | 11     | 72 169  | 6 561  | 9 192      | 4 216       | 64%              |
| Northampton Saints | 12     | 174 508 | 14 542 | 27 411     | 13 362      | 98%              |
| Sale Sharks        | 11     | 73 261  | 6 660  | 11 247     | 4 753       | 56%              |
| Saracens           | 11     | 229 919 | 20 902 | 84 068     | 7 473       | 88%              |
| Wasps              | 11     | 164 555 | 14 960 | 32 019     | 5 568       | 61%              |